# Ruine Königswart
Die Ruine Königswart ist die Ruine einer Höhenburg auf 785 Meter Höhe im Murgtal im Nordschwarzwald oberhalb des Dorfes Schönegründ, eines Ortsteils von Röt in der Gemeinde Baiersbronn im Landkreis Freudenstadt in Baden-Württemberg.
Die Ruine wurde bei Bauarbeiten an der Verbindungsstraße L350 von Schönegründ nach Besenfeld (Gemeinde Seewald) wiederentdeckt und 1974 in Zusammenwirken des Forstamts Klosterreichenbach mit dem Denkmalamt Karlsruhe und dem Landratsamt Freudenstadt durch Kreisarchivar Dr. Wein freigelegt.
Das Gebäude wurde 1209 unter Pfalzgraf Rudolf von Tübingen erbaut. Dies wird durch eine lateinische Inschrift bestätigt, die bei Ausgrabungen fast vollständig geborgen werden konnte. Sie lautet ins Deutsche übersetzt und vervollständigt: „Rudolf, Pfalzgraf von Tübingen, ließ dieses Haus erbauen im Jahre nach der Fleischwerdung Christi 1209, damit alle, die hier jagen, seiner gedenken und für das Heil seiner Seele beten mögen.“ 
Von 1828 bis 1830 wurden die Reste der Ruine bis auf die Ecksteine des Fundaments abgetragen. Heute ist Königswart ein beliebtes Wanderziel, zum Beispiel am Mittelweg des Schwarzwaldvereins.
Die frühere Funktion der Burg Königswart ist nicht eindeutig. Man geht davon aus, dass es sich um einen Gedächtnisbau (memoria) zur Erinnerung an Pfalzgraf Rudolf handelte. Das Gebäude war auch ein Grenzpunkt zum Einflussbereich des Klosters Reichenbach, das unter dem Priorat des Klosters Hirsau stand und damit im Machtbereich der Grafen von Calw. Der Namensbestandteil „wart“ weist möglicherweise auf eine Wachfunktion hin. Unterhalb der Ruine befinden sich die Grube Königswart und die S. Philipps-Fundgrub, in denen im Mittelalter Silber und Kupfer abgebaut wurde. Erste schriftliche Belege zum Bergwerk stammen aus dem Jahr 1488. Wahrscheinlich ist der Bergbau aber viel älter und vielleicht sollte die Burg Königswart den Rechtsanspruch darauf verdeutlichen.

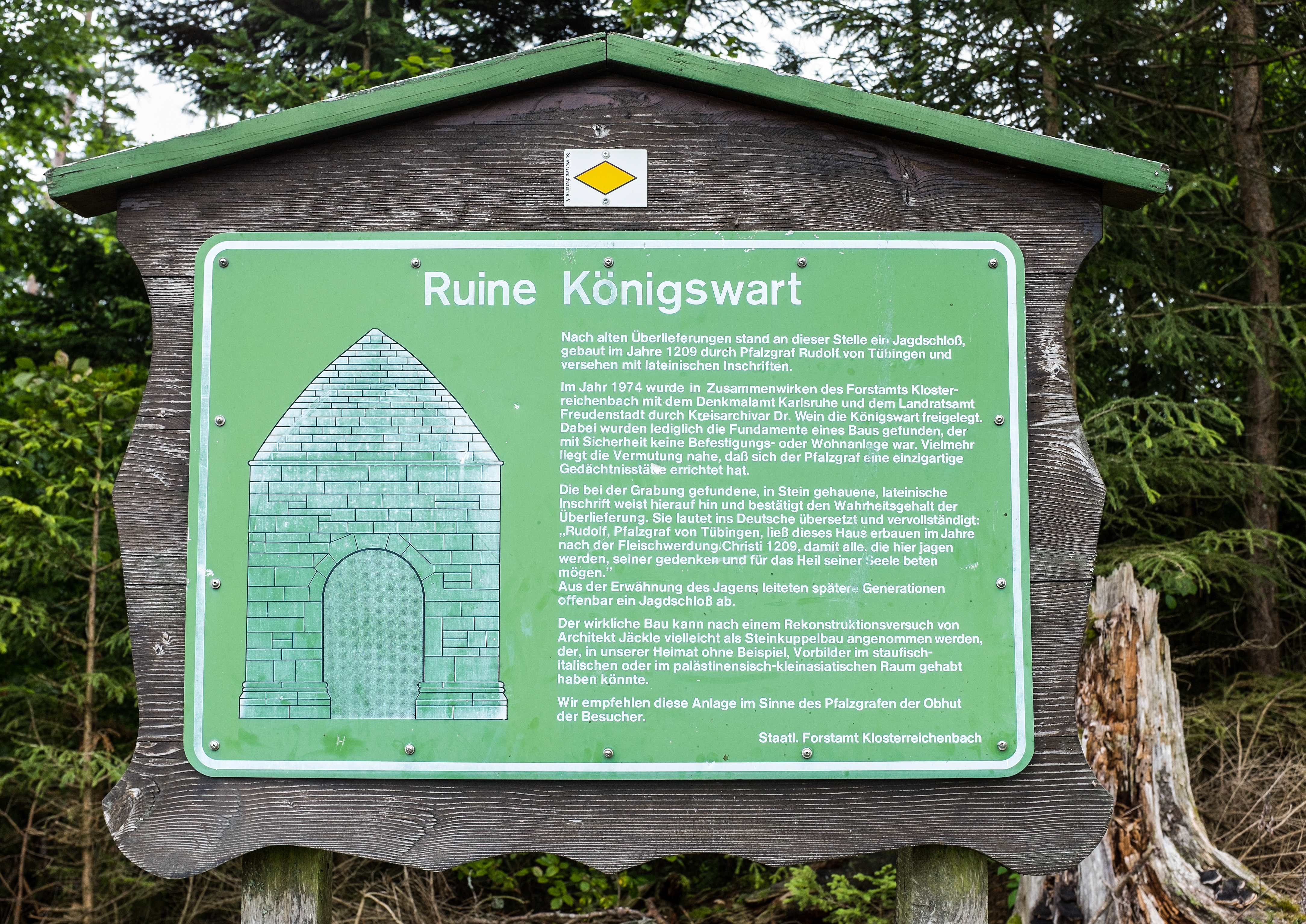
Informationstafel an der Ruine Königswart
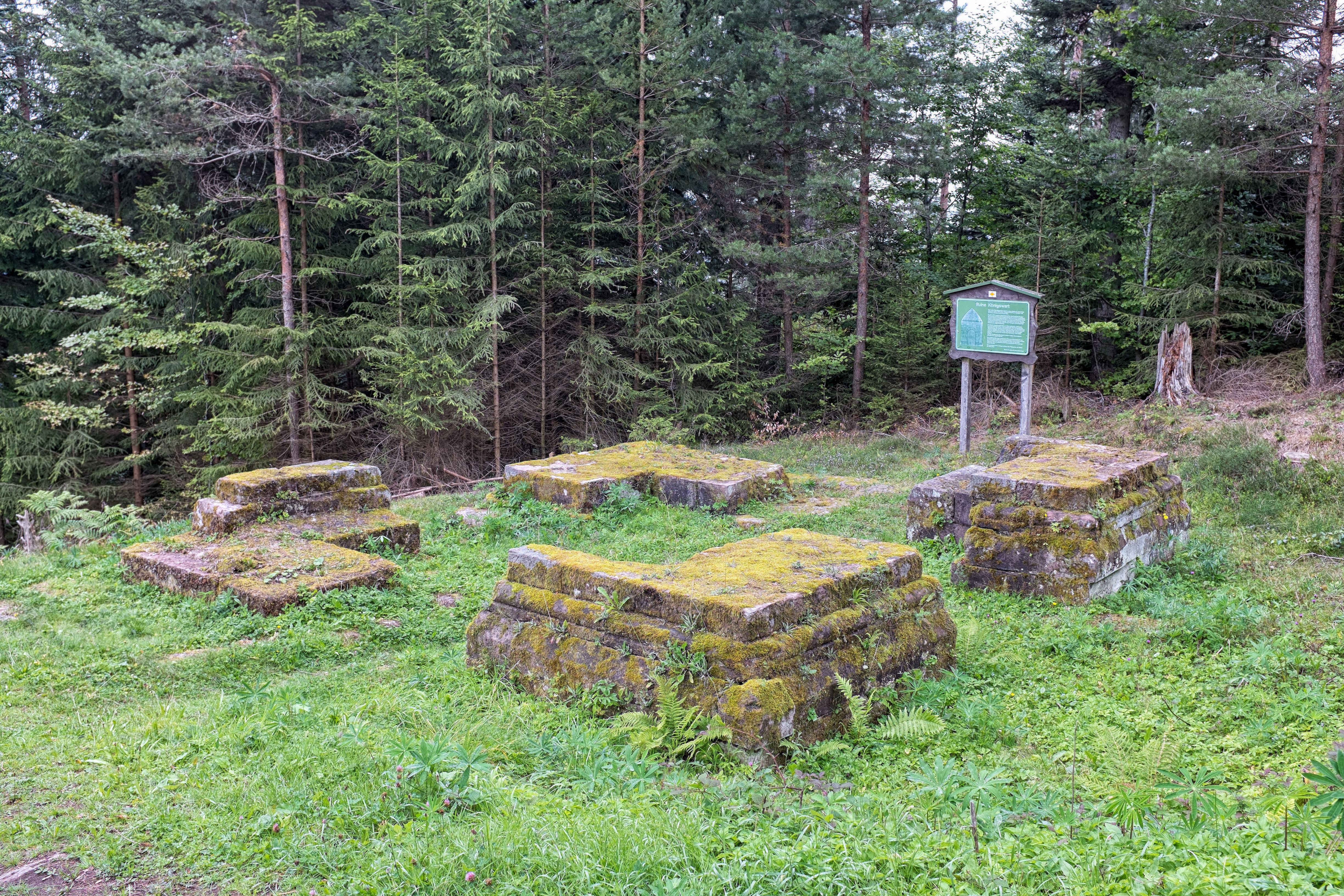
Fundamente der Ruine Königswart